# U-1234
| U-1234                     | U-1234                                                                 | U-1234                                                                 |
| -------------------------- | ---------------------------------------------------------------------- | ---------------------------------------------------------------------- |
|                            |                                                                        |                                                                        |
|                            |                                                                        |                                                                        |
|                            |                                                                        |                                                                        |
| Під прапором               | Третій рейх                                                            | Третій рейх                                                            |
| Спуск на воду              | 7 січня 1944 року                                                      | 7 січня 1944 року                                                      |
| Виведений зі складу флоту  | 5 травня 1945 року                                                     | 5 травня 1945 року                                                     |
| Сучасний статус            | затоплений                                                             | затоплений                                                             |
| Проєкт                     |                                                                        |                                                                        |
| Тип ПЧ                     | Дизельний підводний човен                                              | Дизельний підводний човен                                              |
| Основні характеристики     |                                                                        |                                                                        |
| Швидкість (надводна)       | 19 вузлів                                                              | 19 вузлів                                                              |
| Швидкість (підводна)       | 7,3 вузла                                                              | 7,3 вузла                                                              |
| Гранична глибина занурення | 230 м                                                                  | 230 м                                                                  |
| Екіпаж                     | 48 особи                                                               | 48 особи                                                               |
| Розміри                    |                                                                        |                                                                        |
| Довжина найбільша (по КВЛ) | 76,8 м                                                                 | 76,8 м                                                                 |
| Ширина корпусу найб.       | 6,9 м                                                                  | 6,9 м                                                                  |
| Висота                     | 9,6 м                                                                  | 9,6 м                                                                  |
| Середня осадка (по КВЛ)    | 4,7 м                                                                  | 4,7 м                                                                  |
| Водотоннажність надводна   | 1144 т                                                                 | 1144 т                                                                 |
| Озброєння                  |                                                                        |                                                                        |
| Артилерія                  | 1 88-мм палубна гармата SK C/32                                        | 1 88-мм палубна гармата SK C/32                                        |
| Торпедно- мінне озброєння  | 4 носових і два кормових ТА. 22 торпеди або 44 міни TMA чи 66 TMB      | 4 носових і два кормових ТА. 22 торпеди або 44 міни TMA чи 66 TMB      |
| ППО                        | 1 37-мм зенітна гармата SKC/30 2 (1 ? 2) 20-мм зенітні гармати FlaK 30 | 1 37-мм зенітна гармата SKC/30 2 (1 ? 2) 20-мм зенітні гармати FlaK 30 |

U-1234 — німецький підводний човен типу IXC/40, часів Другої світової війни.
Замовлення на будівництво човна віддане 14 жовтня 1941 року. Човен заклали на верфі «Deutsche Werft AG» у Гамбурзі 11 травня 1943 року під заводським номером 397, спущений на воду 7 січня 1944 року, 19 квітня 1944 року увійшов до складу 31-ї флотилії. За час служби також входив до складу 4-ї флотилії.
За час служби човен не виконав жодного бойового походу.
Підводний човен затонув 14 травня 1944 року після зіткнення з буксиром Anton. Під час цього інциденту загинуло 13 членів екіпажу, 43 людини було врятовано. U-1234 було піднято, відремонтовано та повернуто в експлуатацію 17 жовтня 1944 року. Затоплений власним екіпажем 5 травня 1945 року у Хоруп Хав.

## Командири підводного човна
- Капітан-лейтенант Гельмут Турманн (19 квітня 1944 — 14 травня 1944);
- Оберлейтенант-цур-зее Ганс-Крістіан Вреде (17 жовтня 1944 — 5 травня 1945)